# 197
197 (CXCVII) var ett normalår som började en lördag i den julianska kalendern.

## Händelser

### Februari
- 19 februari – Den romerske usurpatorn Clodius Albinus besegras av Septimius Severus i slaget vid Lugdunum, varefter Lugdunum, som har varit Clodius Albinus högkvarter, plundras och förstörs.

### Okänt datum
- 64 senatorer utpekas som medhjälpare till Albinus och 24 av dem avrättas.
- Legionerna I, II och III Parthica mobiliseras av Septimius Severus för att delta i hans partiska fälttåg.
- Septimuis Severus plundrar Ktesifon och tillfångatar ett stort antal av dess invånare som slavar.
- Septimuis återskapar provinsen Mesopotamien under en equestrianguvernör som får befälet över två legioner.
- Severus, som hade bevarat senaten i början av sitt styre, utesluter den nu från kontrollen av Romarriket, genom att utropa en militärdiktatur.
- Galenos publicerar sitt stora verk om medicin, Pharmacologia.
- Ett kristet kyrkomöte hålls i Edessa.

## Födda
- Cao Jie, kinesisk kejsarinna.

## Avlidna
- 19 februari – Clodius Albinus, rival om den romerska kejsarmakten
- Dian Wei, den kinesiske krigsherren Cao Caos livvakt
- Cao Ang, son till Cao Cao
- Cao Anmin, brorson till Cao Cao
- Hu Che Er, kinesisk general